# اخسو، ارمنستان
اخسو (ارمنی: {{{1}}}) یک روستا در ارمنستان است که در استان تاووش واقع شده‌است. اخسو در  کیلومتری - ایجوان، مرکز استان تاووش واقع شده است.

## خصوصیات
اخسو  نفر جمعیت دارد و در ارتفاع ۰ متر بالاتر از سطح دریا قرار گرفته‌است.